# El Clavel
El Clavel är en ort i Mexiko.   Den ligger i kommunen Berriozábal och delstaten Chiapas, i den sydöstra delen av landet, 700 km öster om huvudstaden Mexico City. El Clavel ligger 808 meter över havet och antalet invånare är 148.
Terrängen runt El Clavel är kuperad, och sluttar norrut. Runt El Clavel är det ganska tätbefolkat, med 58 invånare per kvadratkilometer. Närmaste större samhälle är Ocozocoautla de Espinosa, 13,4 km söder om El Clavel. I omgivningarna runt El Clavel växer i huvudsak städsegrön lövskog.